# Кубок Ірландії з футболу 2000—2001
Кубок Ірландії з футболу 2000—2001 — 80-й розіграш кубкового футбольного турніру в Ірландії. Переможцем вшосте став Богеміан.

## 1/16 фіналу
| Команда 1               | Рахунок | Команда 2           |
| ----------------------- | ------- | ------------------- |
| 4 січня 2001            |         |                     |
| Хоум Фарм (Фінгал) (2)  | 0:0     | Атлон Таун (2)      |
| 5 січня 2001            |         |                     |
| Богеміан                | 2:0     | Дроеда Юнайтед (2)  |
| Брей Вондерерз          | 5:0     | Слайго Роверз (2)   |
| Сент-Патрікс Атлетік    | 4:1     | Вейсайд Селтік (3)  |
| Вотерфорд Юнайтед (2)   | 1:1     | Сент-Френсіс (2)    |
| 6 січня 2001            |         |                     |
| Ков Рамблерс (2)        | 4:0     | Сент-Майклс (3)     |
| Дандолк (2)             | 3:0     | Лімерик (2)         |
| Голвей Юнайтед          | 0:2     | Кілкенні Сіті       |
| Лонгфорд Таун           | 1:1     | Корк Сіті           |
| 7 січня 2001            |         |                     |
| Хоум Фарм (3)           | 0:3     | Фінн Гарпс          |
| Мойола Парк Колледж (3) | 0:1     | Черрі Орчард (3)    |
| Портмарнок (3)          | 3:0     | Рокмаунт (3)        |
| Раткул Бойс (3)         | 0:3     | Деррі Сіті          |
| Шемрок Роверс           | 3:0     | Дублін Бас (3)      |
| Шелбурн                 | 2:0     | Монахан Юнайтед (2) |
| УКД                     | 3:1     | Йол Юнайтед (3)     |

Перегравання
| Команда 1        | Рахунок | Команда 2              |
| ---------------- | ------- | ---------------------- |
| 7 січня 2001     |         |                        |
| Атлон Таун (2)   | 1:0 дч  | Хоум Фарм (Фінгал) (2) |
| 10 січня 2001    |         |                        |
| Сент-Френсіс (3) | 0:2     | Вотерфорд Юнайтед (2)  |
| 14 січня 2001    |         |                        |
| Корк Сіті        | 1:2     | Лонгфорд Таун          |

## 1/8 фіналу
| Команда 1        | Рахунок | Команда 2             |
| ---------------- | ------- | --------------------- |
| 2 лютого 2001    |         |                       |
| Черрі Орчард (3) | 1:1     | Кілкенні Сіті         |
| Богеміан         | 2:1     | Брей Вондерерз        |
| 3 лютого 2001    |         |                       |
| Деррі Сіті       | 1:1     | Шелбурн               |
| Лонгфорд Таун    | 0:0     | Сент-Патрікс Атлетік  |
| Фінн Гарпс       | 0:3     | Шемрок Роверс         |
| Ков Рамблерс (2) | 1:1     | Атлон Таун (2)        |
| 4 лютого 2001    |         |                       |
| УКД              | 2:2     | Вотерфорд Юнайтед (2) |
| 1 квітня 2001    |         |                       |
| Портмарнок (3)   | 1:0     | Дандолк (2)           |

Перегравання
| Команда 1             | Рахунок      | Команда 2        |
| --------------------- | ------------ | ---------------- |
| 6 лютого 2001         |              |                  |
| Атлон Таун (2)        | 0:1          | Ков Рамблерс (2) |
| Шелбурн               | 1:0          | Деррі Сіті       |
| 13 лютого 2001        |              |                  |
| Кілкенні Сіті         | 1:0 дч       | Черрі Орчард (3) |
| 20 лютого 2001        |              |                  |
| Вотерфорд Юнайтед (2) | 0:0 пен. 7:6 | УКД              |
| 23 березня 2001       |              |                  |
| Сент-Патрікс Атлетік  | 1:2          | Лонгфорд Таун    |

## 1/4 фіналу
| Команда 1        | Рахунок | Команда 2             |
| ---------------- | ------- | --------------------- |
| 25 березня 2001  |         |                       |
| Кілкенні Сіті    | 2:7     | Богеміан              |
| Ков Рамблерс (2) | 0:1     | Вотерфорд Юнайтед (2) |
| 26 березня 2001  |         |                       |
| Шелбурн          | 1:1     | Шемрок Роверс         |
| 15 квітня 2001   |         |                       |
| Портмарнок (3)   | 1:2     | Лонгфорд Таун         |

Перегравання
| Команда 1       | Рахунок | Команда 2 |
| --------------- | ------- | --------- |
| 28 березня 2001 |         |           |
| Шемрок Роверс   | 3:0     | Шелбурн   |

## 1/2 фіналу
| Команда 1             | Рахунок | Команда 2     |
| --------------------- | ------- | ------------- |
| 13 квітня 2001        |         |               |
| Богеміан              | 1:0     | Шемрок Роверс |
| 22 квітня 2001        |         |               |
| Вотерфорд Юнайтед (2) | 1:1     | Лонгфорд Таун |

Перегравання
| Команда 1      | Рахунок | Команда 2             |
| -------------- | ------- | --------------------- |
| 26 квітня 2001 |         |                       |
| Лонгфорд Таун  | 1:0     | Вотерфорд Юнайтед (2) |

## Фінал
| 13 травня 2001 |

| Богеміан     | 1:0 | Лонгфорд Таун |
| ------------ | --- | ------------- |
| О'Коннор 65' |     |               |

| Толка Парк, Дублін |